# Epitaphien der Lübecker Marienkirche
Die Epitaphien der Lübecker Marienkirche begründeten neben den in der Kirche befindlichen Seitenkapellen den Ruf der Marienkirche als Ruhmeshalle des Lübecker Patriziats. Bis zum Zweiten Weltkrieg hatten sich 84 Epitaphien in der Marienkirche erhalten. Viele von ihnen wurden beim Luftangriff auf Lübeck zerstört.

## Auswahl
| Name mit Todesdatum                                            | Jahr      | Künstler                          | Standort, Zustand, Besonderheiten und Anmerkungen | Abbildung |
| -------------------------------------------------------------- | --------- | --------------------------------- | --- | --------- |
| Balemann, Heinrich Bürgermeister († 1750)                      | 1750      |                                   | Marmor, erhalten |           |
| Bonnus, Hermann Reformator und Superintendent († 1548)         | 1548      | Porträt Hans Kemmer zugeschrieben | seit dem Zweiten Weltkrieg im St.-Annen-Museum |           |
| Brockes, Heinrich I. Bürgermeister († 1623)                    | 1624      |                                   | Wappenepitaph, erhalten |           |
| Brockes, Heinrich II. Bürgermeister († 1773)                   | 1776      |                                   | erhalten |           |
| Brüning, Adolf Ratsherr († 1702)                               | 1702      | Quellinus, Thomas                 | 1942 zerstört, nur Fragmente erhalten |           |
| Conradi, Hinrich Bürger († 1588)                               | 1588      | Wernecke, Jochim                  | Holzschnitzerei im Nördlichen Seitenschiff östlich der Totentanzkapelle, verloren 1942. Herausgestellt bei Walter Paatz, S. 32. |           |
| Deginck, Kaspar von Ratsherr († 1680)                          | 1680      |                                   | Bis 1942 im Binnenchor |           |
| Dorne, Hermann von Bürgermeister († 1594)                      | 1594      |                                   | Wappenepitaph mittelalterlichen Typs, erhalten |           |
| Dorne, Hieronymus von Bürgermeister († 1704)                   | 1706      | Quellinus, Thomas                 | 1942 zerstört und nur noch als Fragment erhalten |           |
| Dorne, Konrad von Ratsherr († 1691)                            | 1694      |                                   | 1942 zerstört |           |
| Füchting, Johann Ratsherr († 1637)                             | 1637      | Aris Claeszon                     | Das Epitaph wurde bereits zu Lebzeiten Füchtings in den Niederlanden gefertigt. 1942 beschädigt |           |
| Fock, Hermann Ratsherr († 1701)                                | 1703      |                                   | 1942 zerstört. Abbildung erhalten als Gemälde von Heinrich Fricke (um 1915). |           |
| Glandorp, Joachim Ratsherr († 1612)                            | 1612      | Coppens, Robert                   | 1942 zerstört |           |
| Hermann Göttingk (und Familie)                                 | 1619      | Willinges, Johannes               | Holzepitaph, verloren 1942. Herausgestellt bei Walter Paatz, S. 35. |           |
| Heisegger, Bartholomäus                                        | 1517      |                                   | Gelbguss graviert, im St. Annen-Museum |           |
| Holsten, Walter Kaufmann († 1573)                              | 1578      | Wernecke, Jochim                  | Holzschnitzerei bemalt von Jost de Laval mit einem Tafelbild der Auferstehung, verloren 1942. Herausgestellt bei Walter Paatz, S. 32. |           |
| Höveln, Gotthard IV. von Ratsherr († 1571)                     | 1571      | Benningk, Matthias                | Messingepitaph für den Ratsherrn und seine Ehefrau Margarethe geb. Brömse |           |
| Hoeveln, Gotthard V. von Bürgermeister († 1609)                | 1609      | Coppens, Robert                   | erhalten |           |
| Hübens, Jakob Bürgermeister († 1731)                           | 1731      |                                   | An der Westwand neben der Schinkel-Kapelle, seit 1942 nur noch Reste der Architektur vorhanden |           |
| Kerkring, Heinrich Ratsherr († 1693)                           | 1695      | Kneller, Godfrey                  | Holzepitaph mit Porträt von Godfrey Kneller aus dem Jahr 1676, verloren 1942. Herausgestellt bei Walter Paatz, S. 35. |           |
| Kerkring, Gotthard Bürgermeister († 1705)                      | 1707      | Freese, Hans                      | erhalten |           |
| Kirchmann, Johann Rektor des Katharineum († 1643)              | 1643      |                                   | Porträtbild von Zacharias Kniller, 1942 zerstört. |           |
| Klette, Johann Daniel Ratsherr († 1700)                        | 1702      |                                   | Das Epitaph dieses aus Suhl zugewanderten Schonenfahrers wurde 1942 zerstört. |           |
| Christoph Gotthilf Kohlreif Pastor († 1775)                    | 1775      |                                   | Im nördlichen Seitenschiff beim Nordostportal, 1942 zerstört. Mit einem Gemälde von Johann Jacob Tischbein (Sterbedatum und zweiter Vorname in: Die Marienkirche. In: Die Bau- und Kunstdenkmäler der Freien und Hansestadt Lübeck, S. 379 falsch genannt). |           |
| Lindenberg, Johann Caspar Bürgermeister († 1824)               | 1824      |                                   | erhalten |           |
| Möller, Lorenz Bürgermeister († 1634)                          | 1634      | Gudewerth, Hans                   | Mächtiges hölzernes Epitaph im Knorpelstil der Eckernförder Schule im nördlichen Querschiff (Totentanzkapelle) |           |
| Boetius Paysen                                                 | 1570      | Laval, Jost de                    | Holzepitaph für einen 17-jährigen Schüler, gestiftet von seinem Vater, dem Flensburger Ratsherrn Paul Paysen; verloren 1942. Herausgestellt bei Walter Paatz, S. 35. |           |
| Ritter, Johann Bürgermeister († 1700)                          | 1700      |                                   | Ein hölzernes Denkmal in riesigen Verhältnissen hing an der Nordseite des zweiten (von Osten her gesehen) südlichen Langschiffpfeilers der Marienkirche, der Kanzel schräg gegenüber. Auf einem einfachen Unterbau, der eine schlichte ovale Inschrifttafel trug, stand ein bauchiger Sarkophag. Über ihm hielten zwei Putten das auf Kupfer gemalte Brustbild des Verstorbenen; daneben saß eine trauernde weibliche Figur mit Todesemblemen. Die Rückwand bildete ein oben mit einem Kreuze abschließender mächtiger Obelisk, vor dem eine Putte mit dem von einer Kartusche umschlossenen kleinen weißen Wappenschild des Bürgermeisters schwebte. Die Form eines Sarges, der aber seinen Leichnam nicht einschließt, wie einige behaupten, machte es zu einem der bemerkenswerten Denkmäler der Kirche. Es verbrannte beim Luftangriff in der Nacht zum Palmsonntag 28./29. März 1942. |           |
| Rodde, Matthäus Bürgermeister und Kirchenvorsteher (1598–1677) | 1677      | Gudewerdt                         | Das monumentale hölzerne Epitaph war als Spätwerk des Knorpelstils durch die Eckernförder Schule um die Familie Gudewerdt inspiriert und „von wirrem Arkanthuslaub überwuchert“. Es verbrannte 1942. "Epitaph für den laut Inschrift (Wochenzettel 25.-31. März und 8.-14. April 1855) am 29. November 1677 im 79. Lebensjahre gestorbenen Bürgermeister und Vorsteher der Marienkirche Matthäus Rodde. Es zeigt inmitten einer krausen, reichvergoldeten und von zahlreichen Putten sowie Statuetten und Halbfiguren belebten Blattwerkumrahmung untereinander das von einem Lorbeerkranze eingefasste Wappen des Verstorbenen (im blauen Schilde ein springender schwarzer Hund mit einem Knochen im Maule und goldenen Halsband mit Ring; auf dem Spangenhelm derselbe Hund wachsend zwischen zwei Büffelhörnern) und sein von einem Blumenkranze umrahmtes auf Kupfer gemaltes Brustbild. Zwischen Wappen und Bild sind nebeneinander die kleineren Wappen der beiden Ehefrauen des Bürgermeisters, Anna Prünster (das 1. und 4. Feld des gevierten Schildes ist rot-blau gespalten mit silberner faszettierter Teilung, das 2. und 3. Feld zeigt auf Gold einen gepanzerten Arm mit einer Fackel. Der Spangenhelm trägt zwei gepanzerte Arme die Fackeln tragen) und Katharina Schumacher (im blauen Schilde drei silberne Lilien, auf dem Spangenhelm eine silberne Lilie), und unterhalb des Porträts die Inschrifttafel angebracht. Das ursprünglich am zweiten nördlichen Chorpfeiler neben dem Altar aufgehängte Epitaph ist, als 1855 das Sakramentshäuschen näher an diesen Pfeiler gerückt wurde, an den zweiten Wandpfeiler des Süderschiffes versetzt worden" (Die Marienkirche. In: Die Bau- und Kunstdenkmäler der Freien und Hansestadt Lübeck. S. 364–365. Siehe Link unter Literatur) |           |
| Rodde, Franz Bernhard Ratsherr († 1700)                        | 1703      |                                   | Im Stile des Thomas Quellinus, 1942 zerstört. |           |
| Rodde, Adolf Mattheus Bürgermeister († 1729)                   | 1729      |                                   | Bis 1942 im Binnenchor. |           |
| Rodde, Hermann Bürgermeister († 1730)                          | 1730      |                                   | An der Nordseite des sechsten (westlichsten) Norderpfeilers, monumentaler Holzaufbau mit Porträtgemälde von J.M. von der Hude, 1942 zerstört. |           |
| Siricius, Johann Bürgermeister († 1696)                        | 1702      |                                   | 1942 zerstört |           |
| Stiten, Hartwig von Ratsherr († 1692)                          | 1699      | Quellinus, Thomas                 | 1942 beschädigt, aber im Wesentlichen erhalten |           |
| Tesdorpf, Peter Hinrich Bürgermeister († 1723)                 | 1723      |                                   | In der Mitte befindet sich das Brustbild Tesdorpfs und zu den Seiten sitzen die Figuren der Rechtschaffenheit und Mäßigkeit. Der Wappenspruch lautet: „Pie Honeste Temperante“ Eine kleinere Figur des Glaubens kniet mit dem Weihrauchfass auf dem oberen Gesims. Hinter dem Letzteren ist ein Wappenmantel ausgebreitet, über dem der Tod mit Hippe und Stundenglas ruht. Der Unterbau trägt den von einer gekrönten Kartusche umschlossenen Wappenschild, ein springender Hirsch, und die Schrifttafel. Neben dem Epitaph befindet sich die Tesdorpf-Kapelle (oder Holthusen-Kapelle). |           |
| Wedemhof, Bernhard Ratsherr († 1627)                           | 1627      |                                   | Holzschnitzerei; seit 1892 im St.-Annen-Museum |           |
| Wedemhof, Heinrich Ratsherr († 1589)                           | 1590      | Wernecke, Jochim                  | Holzschnitzerei bemalt von Johannes Willinges (ca. 1592), seit 1942 nur Zentralbild erhalten; herausgestellt bei Walter Paatz, S. 32, S. 35. |           |
| Wedemhof, Heinrich Bürgermeister († 1651)                      | 1651      |                                   | Holzschnitzerei; seit 1892 im St.-Annen-Museum |           |
| Westken, Johann Bürgermeister († 1714)                         | 1720      | Hassenberg, Hieronymus Jacob      | Epitaph am sechsten Wandpfeiler des Südschiffs, seit 1942 Ruine; hervorgehoben bei Heinrich Christian Zietz 1820 |           |
| Wickede, Gottschalck von Bürgermeister († 1667)                | 1673      |                                   | 1942 verbrannt. |           |
| Bertold Wilms                                                  | 1568      | Laval, Jost de                    | Holzepitaph, verloren 1942. Herausgestellt bei Walter Paatz, S. 35. |           |
| Winckler, Anton Bürgermeister († 1707)                         | 1708      | Quellinus, Thomas                 | Einziges Epitaph ohne Kriegsschäden 1942. Im Norderschiff bei der neuen Totentanzorgel. |           |
| Wickinghof, Lambert Ratsherr († 1529)                          | nach 1552 | Kemmer, Hans                      | Votivbild, heute im St.-Annen-Museum |           |
| Zöllner, Daniel mecklenburgischer Vizekanzler († 1618)         | 1618      | Coppens, Robert                   | Zuschreibung, 1942 zerstört und nur noch in Fragmenten erhalten |           |